# XML 베이스
XML 베이스(XML Base)는 XML 문서의 일부에서 상대 URI를 확인하기 위해 기본 URI를 정의하기 위한 월드 와이드 웹 컨소시엄 권장 기능이다.
XML 베이스 권장사항은 2001년 6월 27일에 채택되었다.